# Dolores Vargas

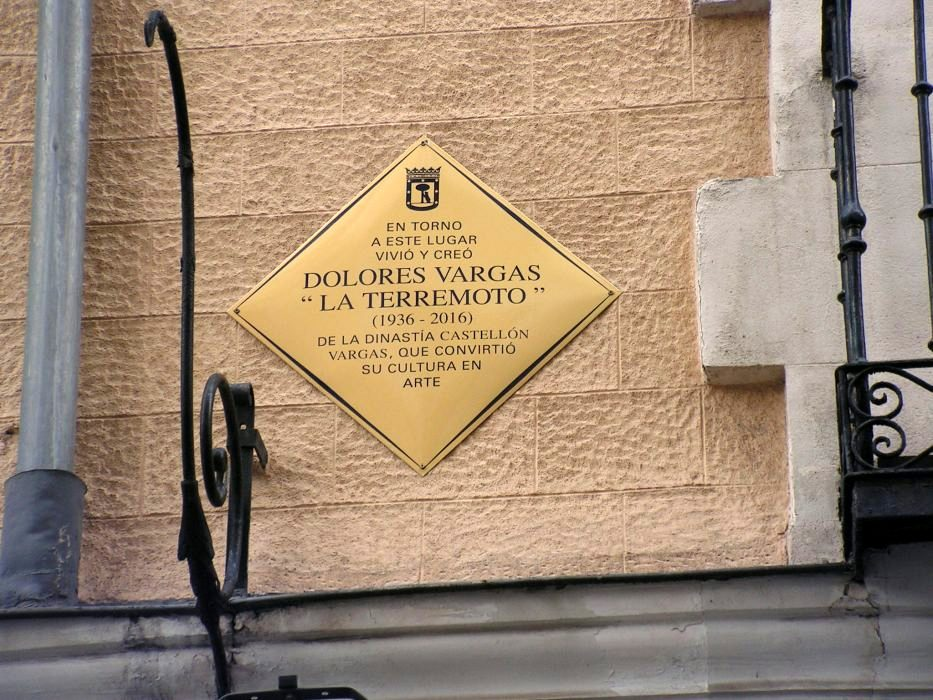
Placa em homenagem a Dolores Vargas na Praça de Santa Ana em Madrid.

María Dolores Castellón Vargas, também conhecida com Dolores Vargas "La Terremoto" (The Earthquake) (Barcelona, 16 de maio de 1936 - Valência, 7 de agosto de 2016), foi uma cantora espanhola.
Quando ela era jovem, ela foi para cantar no Teatro Calderón de Madrid. Ela cantou ao lado de seu irmão, Enrique Castellón Vargas (El Príncipe Gitano) Penas de la gorriona e Málaga bella entre outras canções. Mais tarde, ela apareceu em muitos programas de TV, notavelmente A la española, dirigido por Valerio Lazarov (1971), cantando rumba.
Sua popularidade real veio com a canção Achilipú. Outras canções famosas feitas por ela foram A tu vera, Tío, tío, tío, La Moto, Porom Pompero, La Piragua, Macarrones e Se va a Covadonga.
Ela se casou com seu primo, um guitarrista chamado Pepe quem ela dedicou muitas de suas canções mais tarde, como Apaga la bombilla, Pepe and Al matarile. Quando seu marido morreu em 1987 ela se aposentou. Ela morreu em Valência em 7 de agosto de 2016